# Delilah subfasciata
Delilah subfasciata là một loài bọ cánh cứng trong họ Cerambycidae.